# Кул Отемисулы
Кул Отемисулы — казахский акын, живший в XIX веке в окрестностях Талдыкоргана. Сохранились жыры Кула «Ассалаумағалейкум, Есім төре», «Түйенің бір ұраны кебек екен», «Атқа мініп текешік болып тұрған», «Садырдың Нияз деген батыры бар», «Бәйгеге маңқа айғырды қосын тұрмыз». Собиратель фольклорного наследия А. Диваев в 1921 году записал его песню «Өлең сөздің данасы сөз баққанға» и др. В сборнике «Казахская литература XIX века» опубликовано сочинение Кула «Әкем өліп, жете алмай жастай қалдым» (1985).